# Mirko Cudini
Mirko Cudini (Sant'Elpidio a Mare, 1º settembre 1973) è un allenatore di calcio ed ex calciatore italiano, di ruolo difensore.

## Carriera

### Giocatore
Ha militato nelle seguenti squadre: Sambenedettese (C1 1991-1994), Avellino (C1 1994-1995), Salernitana (B 1995-1998 e 1999-2000), Torino (A e B 1998-2001) con cui ha esordito in Serie A il 28 agosto 1999 in Bologna-Torino 0-0. Poi Cagliari (B 2001-2003), Genoa (B 2003-2004) e Ascoli (A e B dal 2004 a gennaio 2007). Nel gennaio 2007 si è trasferito dall'Ascoli al Vicenza. L'anno successivo è passato al Perugia, dove ha disputato una stagione prima di passare al Monza.
Nel settembre 2011 e per due stagioni è stato tesserato dalla Fermana, partecipante al campionato di Eccellenza Marche: vince la coppa Italia di categoria e riporta la società in Serie D. Ha concluso la sua carriera da calciatore sempre in Eccellenza nella Monturanese, al termine della stagione 2013-2014.

### Allenatore

#### Gli inizi
Dopo il ritiro dall'attività agonistica intraprende la carriera da allenatore. Nel novembre 2015 sostituisce Ottavio Palladini, promosso in prima squadra, sulla panchina della Juniores della Sambenedettese. Nel giugno seguente lascia la società rossoblù, non avendo trovato l'accordo per allenare la formazione Berretti.
Il 27 settembre 2016 diventa l'allenatore della Sangiustese, formazione militante in Eccellenza, sostituendo l'esonerato Gregory Pierantoni.
Il 1º aprile 2017 vince il campionato di Eccellenza con due giornate d'anticipo, riportando la Sangiustese in Serie D dopo nove anni. A fine stagione non viene confermato sulla panchina della squadra marchigiana. Il 7 settembre seguente supera con esito positivo l'esame da allenatore di seconda categoria UEFA A per allenare fino alla Serie C.
Nel giugno 2018 firma con il Notaresco, con cui conclude il campionato di Serie D al settimo posto. A fine stagione lascia la squadra abruzzese e diventa allenatore del Campobasso.
Il tecnico marchigiano il 13 giugno 2021 vince matematicamente il campionato sulla panchina dei molisani che tornano in terza serie dopo 32 anni dall'ultima volta (era però la C1). Dopo aver ottenuto il 13º posto in classifica e una tranquilla salvezza in serie C, il 30 aprile 2022 la dirigenza del Campobasso, comunica di aver interrotto il rapporto di collaborazione con il tecnico.

#### Fidelis Andria e Foggia
Il 15 giugno dello stesso anno la Fidelis Andria, società pugliese di Serie C, lo ufficializza come nuovo allenatore a partire dal successivo 1º luglio. Il 1º novembre seguente, con la squadra penultima in classifica con 7 punti dopo 11 giornate, viene esonerato. Viene richiamato sulla panchina andriese il 7 marzo 2023  ma termina all’ultimo posto nel girone C retrocedendo.
Il 26 luglio 2023 viene ufficializzato, in conferenza stampa, come nuovo allenatore del Foggia. A settembre inizia il corso UEFA Pro a Coverciano, il massimo livello di formazione per un tecnico. Il 14 dicembre seguente viene esonerato con la squadra rossonera all'undicesimo posto. Viene richiamato il 23 gennaio 2024 con la squadra al quindicesimo posto  e termina la stagione all'undicesimo posto a tre punti dai play-off.

#### Pineto e Ascoli
Il 2 luglio 2024 viene comunicato ufficialmente dal Pineto il suo ingaggio biennale come nuovo allenatore dei biancoblu. Dopo un avvio negativo con sette punti raccolti in otto partite, il 7 ottobre successivo viene esonerato.
Il 27 gennaio 2025, poche ore dopo l'annuncio della risoluzione contrattuale con la società abruzzese, viene ingaggiato dall'Ascoli in Serie C, che in quel momento si trova al 13º posto del girone B con 27 punti dopo 24 giornate, in sostituzione dell'esonerato Domenico Di Carlo. Il 13 marzo successivo, dopo 7 partite, dove raccoglie due vittorie e cinque sconfitte, viene sollevato dal proprio incarico e al suo posto richiamato Di Carlo.

## Statistiche

### Statistiche da allenatore
Statistiche aggiornate al 13 marzo 2025. In grassetto le competizioni vinte.
| Stagione          | Squadra           | Campionato        | Campionato | Campionato | Campionato | Campionato | Coppe nazionali | Coppe nazionali | Coppe nazionali | Coppe nazionali | Coppe nazionali | Coppe continentali | Coppe continentali | Coppe continentali | Coppe continentali | Coppe continentali | Altre coppe | Altre coppe | Altre coppe | Altre coppe | Altre coppe | Totale | Totale | Totale | Totale | % Vittorie | Piazzamento              |
| Stagione          | Squadra           | Comp              | G          | V          | N          | P          | Comp            | G               | V               | N               | P               | Comp               | G                  | V                  | N                  | P                  | Comp        | G           | V           | N           | P           | G      | V      | N      | P      | %          | Piazzamento              |
| ----------------- | ----------------- | ----------------- | ---------- | ---------- | ---------- | ---------- | --------------- | --------------- | --------------- | --------------- | --------------- | ------------------ | ------------------ | ------------------ | ------------------ | ------------------ | ----------- | ----------- | ----------- | ----------- | ----------- | ------ | ------ | ------ | ------ | ---------- | ------------------------ |
| set. 2016-2017    | Sangiustese       | Ecc.              | 26         | 18         | 6          | 2          | CI-Ecc.         | -               | -               | -               | -               | -                  | -                  | -                  | -                  | -                  | -           | -           | -           | -           | -           | 26     | 18     | 6      | 2      | 69,23      | Sub., 1º (prom.)         |
| 2018-2019         | Notaresco         | D                 | 38         | 14         | 12         | 12         | CI-D            | 1               | 0               | 0               | 1               | -                  | -                  | -                  | -                  | -                  | -           | -           | -           | -           | -           | 39     | 14     | 12     | 13     | 35,90      | 7º                       |
| 2019-2020         | Campobasso        | D                 | 26         | 15         | 7          | 4          | CI-D            | 1               | 0               | 0               | 1               | -                  | -                  | -                  | -                  | -                  | -           | -           | -           | -           | -           | 27     | 15     | 7      | 5      | 55,56      | 2º                       |
| 2020-2021         | Campobasso        | D                 | 34         | 21         | 9          | 4          | -               | -               | -               | -               | -               | -                  | -                  | -                  | -                  | -                  | -           | -           | -           | -           | -           | 34     | 21     | 9      | 4      | 61,76      | 1º (prom.)               |
| 2021-2022         | Campobasso        | C                 | 36         | 11         | 11         | 14         | CI-C            | 1               | 0               | 0               | 1               | -                  | -                  | -                  | -                  | -                  | -           | -           | -           | -           | -           | 37     | 11     | 11     | 15     | 29,73      | 13º                      |
| Totale Campobasso | Totale Campobasso | Totale Campobasso | 96         | 47         | 27         | 22         |                 | 2               | 0               | 0               | 2               |                    | -                  | -                  | -                  | -                  |             | -           | -           | -           | -           | 98     | 47     | 27     | 24     | 47,96      |                          |
| 2022-2023         | Fidelis Andria    | C                 | 19         | 4          | 7          | 8          | CI-C            | 1               | 0               | 0               | 1               | -                  | -                  | -                  | -                  | -                  | -           | -           | -           | -           | -           | 20     | 4      | 7      | 9      | 20,00      | Eson., Sub., 20º (retr.) |
| 2023-2024         | Foggia            | C                 | 33         | 12         | 9          | 12         | CI+CI-C         | 1+2             | 0+1             | 0+0             | 1+1             | -                  | -                  | -                  | -                  | -                  | -           | -           | -           | -           | -           | 36     | 13     | 9      | 14     | 36,11      | Eson., Sub., 11º         |
| lug.-ott. 2024    | Pineto            | C                 | 8          | 1          | 4          | 3          | CI-C            | 2               | 1               | 0               | 1               | -                  | -                  | -                  | -                  | -                  | -           | -           | -           | -           | -           | 10     | 2      | 4      | 4      | 20,00      | Eson.                    |
| gen.-mar. 2025    | Ascoli            | C                 | 7          | 2          | 0          | 5          | CI-C            | -               | -               | -               | -               | -                  | -                  | -                  | -                  | -                  | -           | -           | -           | -           | -           | 7      | 2      | 0      | 5      | 28,57      | Sub., Eson.              |
| Totale carriera   | Totale carriera   | Totale carriera   | 227        | 98         | 65         | 64         |                 | 9               | 2               | 0               | 7               |                    | -                  | -                  | -                  | -                  |             | -           | -           | -           | -           | 236    | 100    | 65     | 71     | 42,37      |                          |

## Palmarès

### Giocatore

#### Competizioni nazionali
- Coppa Italia Serie C: 1

Sambenedettese: 1991-1992
- Campionato italiano Serie C: 1

Avellino: 1994-1995
- Campionato italiano di Serie B: 4

Salernitana: 1997-1998
Torino: 1998-1999, 2000-2001
Ascoli: 2004-2005
- Coppa Italia Dilettanti: 1

Fermana: 2012-2013

### Allenatore

#### Competizioni regionali
- Eccellenza Marche : 1

Sangiustese: 2016-2017

#### Competizioni interregionali
- Serie D: 1

Campobasso: 2020-2021 (girone F)